# Asymptotická větev obrů

Znázornění vývoje hvězd v Hertzsprung-Russelově diagramu. Horizontální větev se nachází v oblasti označené AGB.

Asymptotická větev obrů je oblast v Hertzsprung-Russelově diagramu, v níž se nachází hvězdy o hmotnostech blízkých hmotnosti Slunce (0,6 – 10 {\displaystyle {M_{\bigodot }}}), které jsou blízko konce svého vývoje.
Hvězda nacházející se v oblasti asymptotické větve obrů je červeným obrem. Vnitřní stavba se skládá z centrálního jádra tvořeného jádry uhlíku a kyslíku, vrstvy tvořené heliem, kde dochází k heliové fúzi a další vrstvy, kde dochází k fúzi vodíku. Tyto vrstvy jsou obklopeny rozsáhlou obálkou materiálu, jehož složení je podobné složení normálních hvězd na hlavní větvi vývoje.